# Refrakční vada
Refrakční vada je oční vada, při které dochází k chybné lomivosti dopadajících paprsků, které se v důsledku toho nezobrazí na sítnici, jak by bylo žádoucí a tím pádem se nevytvoří ostrý obraz. Mezi refrakční vady řadíme krátkozrakost (myopii), dalekozrakost (hypermetropii), astigmatismus a do jisté míry i vetchozrakost (presbyopii). Refrakční vady, zejména dalekozrakost, popřípadě ještě astigmatismus, provázejí i šilhání (strabismus) u dětí. Šilhání samo o sobě však refrakční vadou není.
Refrakční vady se korigují (napravují) buď konzervativně - brýlemi nebo kontaktními čočkami nebo operativně. Někdy refrakční vada vzniká jako komplikace u celkových onemocnění, onemocnění či úrazu očí, apod.
Každý, kdo zpozoruje zhoršení zraku, by se měl co nejdříve nechat vyšetřit očním lékařem a dbát přesně jeho pokynů. Pokud člověk již refrakční vadu má, je pravidelná návštěva očního lékaře samozřejmostí.